# Zwierzęta modyfikowane genetycznie
Zwierzęta modyfikowane genetycznie, zwierzęta transgeniczne – zwierzęta, których DNA zostało zmodyfikowane metodami inżynierii genetycznej w celu uzyskania pożądanego efektu fenotypowego.
Modyfikowane zwierzęta są bardzo przydatne w wielu badaniach naukowych i medycznych.
Na takich zwierzętach można obserwować procesy chorobowe in vivo, ale także zwierzęta modyfikowane genetycznie mogą produkować ludzkie hormony, białka etc.
Przykłady zwierząt transgenicznych:
- Myszy są bardzo popularnym celem modyfikacji genetycznych. By ułatwić badania nad toksycznością leków, naukowcy stworzyli myszy z osłabionym układem odpornościowym oraz nie produkujące hydrolazy fumaryloacetooctanowej (FAH)[1] Inni z kolei wszczepili myszom ludzki gen odpowiedzialny za możliwość funkcjonowania z mniejszą ilością snu[2], myszy knockout i Knock-in genetyczny

- Muszki owocowe także są popularnym obiektem badań genetycznych[3]. Pierwsze transgeniczne muszki (tak jak i myszy) powstały już w latach osiemdziesiątych[4]. Dziś naukowcy badają modyfikowane genetycznie muszki np. w celu stworzenia i badania warunków kancerogennych podobnych do tych występujących u ludzi[5].